# قلة الكريات الشاملة
قلة الكريات الشاملة (بالإنجليزية:  Pancytopenia)‏ هي حالة طبية بها نقص في عدد كريات الدم الحمراء، البيضاء، وصفائح الدم.

## تعريف
- فقر الدم: هيموغلوبين < 13.5 غرام/ديسيلتر (رجل) أو 12 (امرأة)
- قلة الخلايا المتعادلة: عد العدلات المطلق < 1500 بالميكرولتر
- قلة الصفيحات: عدّ الصفيحات < 109 150x باللتر.

## أسباب قلة الكريات الشاملة
- فقر الدم اللاتنسجي
- ابيضاض الدم
- سرطانة نقيلية في العظم
- متلازمة البلعمية العائلية
- ذئبة حمامية مجموعية
- خلل التقرُن الخلقي
- نقص حاد في الفولات أو فيتامين بي12
- داء غوشيه
- داء الليشمانيات
- بيلة هيموغلوبينية ليلية انتيابية
- أدوية
- عوز النحاس
- فقر الدم الخبيث
- فرط نشاط الطحال
- تصخر العظم
- عدوى فيروسية (خاصة فيروس العوز المناعي البشري)
- داء الإشعاع المزمن[1]